# Histoire militaire de la Barbade
L'histoire militaire de la Barbade commence surtout lors de l'implantation de troupes par les Anglais durant l'époque coloniale. Plusieurs Barbadiens ont servi durant la Seconde Guerre mondiale avec les forces britanniques. Aujourd'hui, la Barbade est un pays souverain et dispose de sa propre force militaire, la Barbados Defence Force.

## Époque coloniale
Tout au long de son histoire coloniale, les Anglais ont implanté plusieurs régiments des troupes d'Inde Occidentale à la Barbade. Elles étaient là pour protéger l'île contre les invasions des autres puissances européennes autant que pour protéger les autres territoires des Caraïbes orientales britanniques d'invasions. Ce déploiement fut tellement efficace que la Barbade resta toujours sous contrôle britannique après la prise de l'île par ceux-ci et la fondation de la ville de Jamestown (aux alentours des 30 premières années du XVIIe siècle), aujourd'hui appelée Holetown.

## Seconde Guerre mondiale
12 Barbadiens ont créé le second contingent des volontaires barbadiens au sein des forces armées. Ils étaient recrutés par la Royal Air Force. Ils rejoignirent l'Angleterre en novembre 1940 pour combattre les Allemands. Un des pilotes, Errol Walton Barrow devint officier de la RAF. Le 30 novembre 1966, il devient le premier premier ministre de la Barbade. Jusqu'en 1945, Barrow a grimpé les différents échelons de la RAF pour atteindre le rang d'officier volant et fut nommé comme personnel navigant auprès du commandant en chef de la zone d'occupation anglaise en Allemagne. En septembre 1942, un U-Boot qui patrouillait aux alentours de La Barbade torpilla le HMS Cornwallis au large de la capitale. Le navire fut transporté à La Barbade avant d'être réparé et d'être torpillé une deuxième fois et de couler.

## Aujourd'hui
Aujourd'hui, la Barbade est un pays indépendant et possède une petite unité militaire (le Corps de défense de la Barbade). Elle est constituée des Forces terrestres de la Barbade et des garde-côtes en plus d'autres forces gouvernementales. Ces forces sont dirigées par le Premier ministre. Elles interviennent souvent ensemble pour maintenir la loi et l'ordre au sein du pays autant que pour mettre en déroute les activités illégales et autres menaces qui pèsent sur la Barbade. Avec le soutien du système de sécurité régional des Caraïbes orientales, La Barbade a une structure pouvant lui fournir des forces supplémentaires provenant des autres États de la région voire, dans les cas les plus graves, de la communauté internationale.
En 2009, les militaires de la Barbade contribuèrent à la manœuvre Fuerzas Commande 2009 de l'United States Southern Command au Brésil.
La Barbados Defence Force fut créée le 15 août 1979 et se charge de la défense et de la sécurité interne de l'île. Le quartier général des forces de la Barbade se trouve dans le fort de Sainte-Anne dans la paroisse de Saint Michael. Ce corps de défense est composé des forces du quartier général fournissant un appui logistique et administratif, du régiment barbadien, des garde-côtes et du corps des cadets. Depuis 1981, l'armée de la Barbade possède un Cessna 402 pour les liaisons aériennes. Les dépenses militaires du pays s'élèvent à 0,8 % du PIB en 2009. Le recrutement se fait sur la base du volontariat à partir de 18 ans ou moins avec autorisation parentale.

### Sources
- (en) Major Michael Hartland, A concise & illustrated military history of Barbados 1627-2007, St. Thomas, Barbados, Miller Publishing Company, 2007, 148 p. (ISBN 978-9-768-21520-8).
- (en) Major Michael Hartland, The great guns of Barbados : [the finest collection of 17th century English iron guns known to exist anywhere, St. Thomas, Barbados, Miller Publishing Co, 2009, 80 p. (ISBN 978-9-769-51535-2, OCLC 601077142).
- (en) The CIA World Factbook